# Chiesa di Santa Maria dei Latini
La chiesa di Santa Maria dei Latini fu la più antica chiesa cattolica della Città Vecchia di Gerusalemme, edificata durante il regno crociato.

## Storia
Costruita nel 1070 circa nelle vicinanze dell'ospedale di San Giovanni, la chiesa faceva riferimento a una piccola comunità benedettina che viveva in comunione con quella ortodossa sotto la giurisdizione del patriarcato di Antiochia.

## Identificazione
Durante il regno crociato, esistevano due chiese di Santa Maria nel quartiere degli Ospitalieri, oggi Muristan. Le fonti medievali riportano tre nomi diversi per le due chiese: Santa Maria dei Latini, Santa Maria Minore e Santa Maria Maggiore. La maggior parte dei ricercatori moderni considerano Santa Maria dei Latini come Santa Maria Minore, sulle cui rovine ora sorge la chiesa protestante tedesca del Redentore. I resti di Santa Maria Maggiore invece sono completamente scomparsi sotto il mercato Aftimos.

## Santa Maria Minore
La chiesa di Santa Maria Minore aveva tre absidi e tre navate composte ciascuna da quattro campate con volta a crociera. Il campanile si ergeva a sud-ovest. Nella chiesa luterana costruita successivamente si sono conservati il portale settentrionale ad arco a tutto sesto e i chiostri a sud. Secondo un anonimo pellegrino, la chiesa custodiva importanti reliquie: la testa di San Filippo e alcuni capelli di Maria. A sud della chiesa si trovavano il convento e il refettorio.

## Santa Maria Maggiore
La chiesa di Santa Maria Maggiore, consacrata nel 1080 era simile, per struttura, a Santa Maria Minore con il portale sul lato nord e il campanile a sud-ovest. Probabilmente aveva un accesso diretto all'Ospedale del Muristan, collocato poco lontano. Sotto la chiesa era situata una cripta a due piani.